# Principi de localitat
A la física, el principi de localitat estableix que dos objectes allunyats l'un de l'altre no poden influir-se mútuament de manera instantània, de manera que donat un curt interval de temps cada objecte només pot ser influït pel seu entorn immediat o entorn local. En termes estrictes, una interacció física que satisfà el principi de localitat, només pot relacionar dos esdeveniments en l'espaitemps quan cadascun d'ells estigui dins del doble con de llum de l'altre, és a dir, el principi de localitat implica que la influència o causa es propaga a una velocitat menor o igual que la velocitat de la llum.
En paraules d'Albert Einstein sobre aquest principi, 
| «                                                                                           | la següent idea caracteritza la independència relativa d'objectes que estan molt allunyats l'un de l'altre a l'espai (A i B): una influència externa en A no pot influir directament sobre B; això és conegut com el principi d'acció local, i és empleat múltiples vegades a teoria de camps. Si sabéssim per complet aquest axioma, resultaria inviable la idea de l'existència de sistemes semitancats, i no podriem postular lleis que es poguessin comprovar experimentalment en el sentii acceptai. | » |
| — Albert Einstein «Quanten-Mechanik und Wirklichkeit». Dialectica, 2, 1948, pàg. 320 - 324. | |   |

Einstein estén el concepte del principi de Localitat, aquest no sols es limita al camp d'acció a distància vist en la gravetat o la força electromagnètica, sinó que realitza una extensió de l'axioma amb un concepte "a priori", que indica que cap influència externa o aliena a un objecte A que es trobi prou allunyat d'un altre objecte B, podria afectar-lo. D'aquesta manera, el principi de localitat és un axioma que no solament té en compte l'acció a distància, sinó l'univers de factors possibles que poguessin violar-lo. Dins d'això, Einstein va observar el que va anomenar "acció fantasmal a distància", en referència al comportament observat en les partícules sotmeses a entrellaçament quàntic, la qual cosa seria una extensió de la simple acció a distància.
Segons Einstein, de trencar-se per complet l'axioma (referint-se al principi més la seva extensió, allò que anomena "principi d'acció local" de la teoria de camps), significaria que no existirien sistemes semitancats, res seria "independent"; significaria que l'Univers seria només un en essència, perquè el mateix àtom que pot ésser "aquí", bé podria trobar-se a l'altre costat de l'univers, la localitat perdria sentit, i juntament amb ella, les lleis de l'Univers. L'univers bé podria ser un quant i dins d'aquest quant trobar-se totes les possibilitats de manera superposada.

## Localitat en mecànica relativista
Einstein va intentar reformular les lleis físiques de tal manera que obeïssin el principi de localitat. Més endavant, es va aconseguir produir una teoria alternativa de la gravitació, la relativitat general, que també és afina al principi de localitat. La teoria de la relativitat general va ser formulada per a excloure l'acció a distància; així, la teoria de la relativitat és l'únic model físic que exclou completament violacions del principi de localitat. Resumidament, el principi de localitat implica que solament aquells esdeveniments dins del passat causal d'un esdeveniment poden influir-lo:
| «                                         | És inconcebible que la matèria inanimada, sense la mediació de quelcom més que no és material, pugui afectar y operar sobre altres uns materials sense contacte mutu ... Que la gravetat hagi de ser innata, inherent i essencial a la matèria, de manera que un cos pugui actuar sobre un altre a una distància on preval un buit, sense la mediació de qualsevol altra cosa, a través del qual l'acció i la força d'un objecte pot ser transmès a un altre, és per a mi un absurd tan gran que crec que cap home entès en matèria filosòfica pugui tenir la facultat de pensar que alguna vegada pugui arribar a explicar-se. La gravetat ha de ser causada per un agent que actua constantment d'acord amb certes lleis, però si aquest agent és material o immaterial, ho deixo a consideració dels meus lectors. | » |
| — -Isaac Newton, Cartes a Bentley, 1692/3 | |   |

La llei de Coulomb de les forces elèctriques inicialment es va formular també com una acció a distància, tot i que més tard, per a casos dinàmics, aquesta llei va ser esmenada per les equacions de Maxwell de l'electromagnetisme que sí que obeeeixen la localitat.

## Localitat en mecànica quàntica
El principi de localitat tal com fou formulat per Einstein pretenia eliminar explícitament la possibilitat de qualsevol acció a distància. Einstein i altres científics coincidien en el fet que aquest tipus de fenòmens eren contradictoris amb l'existència d'una velocitat finita màxima per a velocitats de propagació de senyals materials, les quals devien propagar-se, com a màxim, a la velocitat de la llum. Aquest últim fet era una conseqüència de la hipòtesi que l'espai-temps té una geometria pseudo euclidiana o minkowskiana.

Einstein va intentar reformular les lleis físiques de tal manera que obeïssin el principi de localitat. Més tard es va aconseguir produir una teoria alternativa de la gravitació, la relativitat general, que també obeeix el principi de localitat. La teoria de la relativitat general es va formular per a excloure l'acció a distància; així, la teoria de la relativitat és l'únic model físic que exclou per complet violacions del principi de localitat. En termes formals, el principi de localitat implica que solament aquells esdeveniments dins del passat causal d'un esdeveniment poden influir-lo:

{\displaystyle {\text{influencia-sobre}}(E)\subset J^{-}(E)}

No obstant això, un desafiament diferent al principi de localitat va sorgir posteriorment de la teoria de la mecànica quàntica, que el mateix Einstein havia ajudat a crear.
És cert que el principi de localitat se satisfà en la teoria de la relativitat, però a mecànica quàntica i teoria quàntica de camps existeixen situacions en què el principi de localitat no se satisfà, per exemple, el col·lapse de la funció d'ona, el salt quàntic, tots dos relacionats amb el problema de la mesura. També apareixen fenòmens de no-localitat quàntica quan s'analitza un estat entrellaçat les parts de les quals arriben a separar-se amb el temps. Aquest problema es va plantejar ja l'any 1935 al famós experiment imaginari d'Einstein-Podolsky-Rosen.
El problema va quedar obert fins que J. S. Bell va publicar les seves famoses desigualtats de Bell que permetien dur a terme un experiment potencial que havia de donar suport o no a Einstein, Podolsky i Rosen. Un experiment crucial basat en el treball de Bell el va dur a terme Alain Aspect l'any 1981, i mostrava sense cap mena de dubte l'existència d'efectes que violaven el principi de localitat en tota la seva extensió.

## Realisme local
El realisme local és la combinació del principi de localitat amb la suposició realista que tots els objectes han de tenir valors objectivament existents per a cada mesura possible abans que es duguin a terme els esmentats mesuraments. A Einstein li agradava dir que la lluna està allà tot i que ningú l'estigui mirant.
El realisme local és una característica important de la mecànica clàssica, de la relativitat general, i de l'electrodinàmica, però la mecànica quàntica sobre manera aquest principi a causa de la teoria d'entrellaçament quàntic, una interpretació rebutjada per Einstein a la paradoxa EPR, però posteriorment demostrada per les desigualtats de Bell. Tota teoria, com la mecànica quàntica, que violen les desigualtats de Bell, han d'abandonar qualsevol realisme local; tot i això, alguns físics neguen que els experiments hagin demostrat violacions de Bell, amb l'argument que la subclasse de les desigualtats no homogènies de Bell no ha sigut provada o degut a limitacions experimentals a les proves. Diferents interpretacions de la mecànica quàntica violen diferents parts del realisme local.